# Ecuaciones de Bateman
En física nuclear, las ecuaciones de Bateman constituyen una forma general para la evolución de las cadenas de desintegración en función del tempo.
Bateman encontró las ecuaciones aplicando a dichas cadenas la transformada de Laplace:
{\displaystyle N_{n}(t)=\prod _{j=1}^{n-1}\lambda _{j}\sum _{i=1}^{n}\sum _{j=i}^{n}\left({\frac {N_{i}(0)e^{-\lambda _{j}t}}{\prod _{p=i,p\neq j}^{n}(\lambda _{p}-\lambda _{j})}}\right)}